# 凌遲

1835年在越南遭凌迟的传教士若瑟·瑪爾香

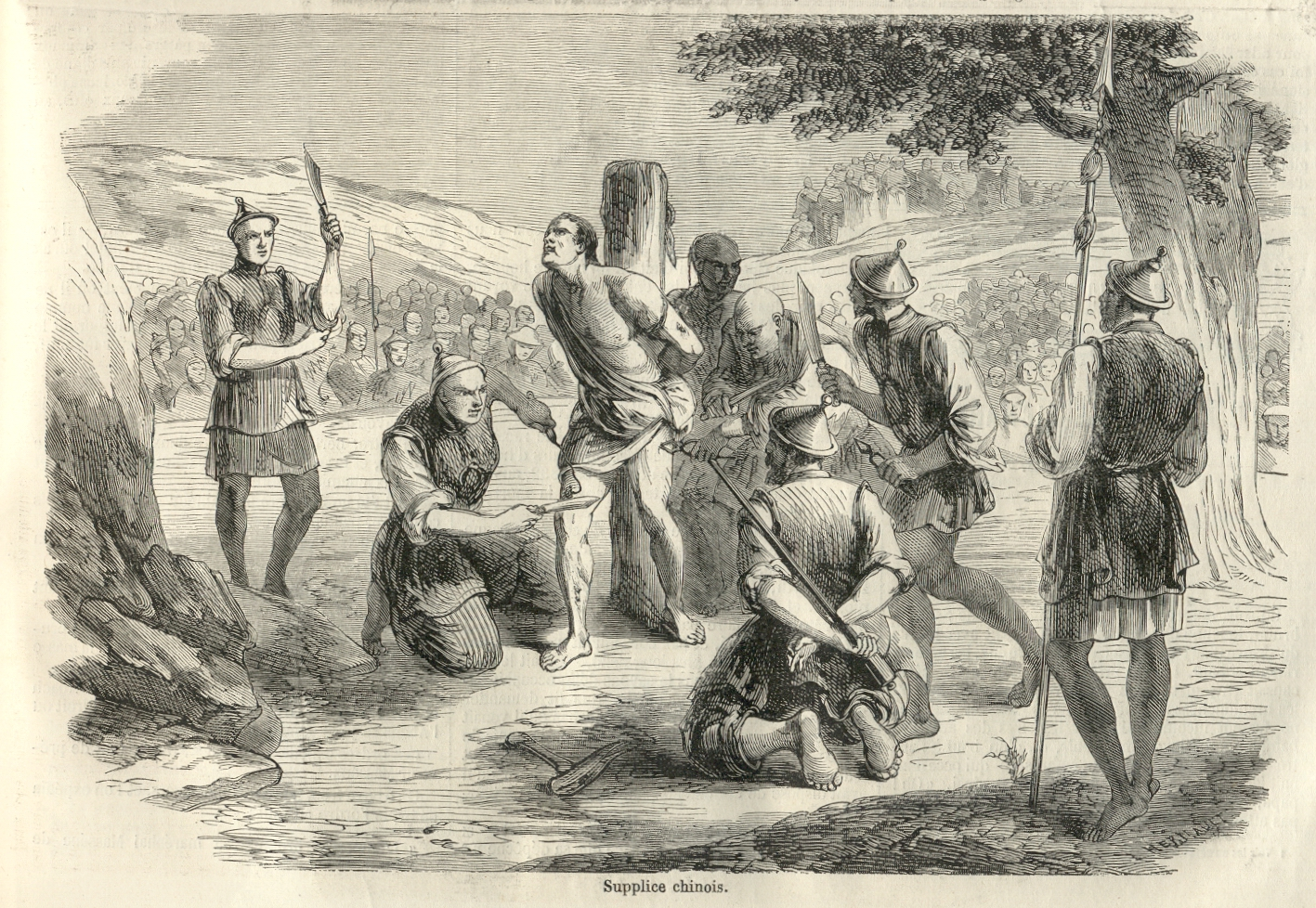
1858年，法国报纸《Le Monde illustré》中的一张插图，描绘法国传教士马赖在中国遭凌遲。现实中，马赖死于狱中站籠，并在死后被斩首。

凌遲，或稱陵遲、寸斬、磔刑，俗称千刀万剐，碎尸万段，寸鱗之死，是帝制中国及其藩屬國越南、朝鲜王朝的刑罚，也是人類歷史上最殘酷的死刑之一，具體執行為由劊子手以利刀將受刑者身上的皮肉逐塊切走，由數百至數千切不等。受刑者往往要忍受數小時的痛楚才會失血而亡。此種酷刑亦有讲究，如果受刑者過早死亡，行刑會被視為失敗，劊子手亦有可能因此而遭處分。
中國从五代十国时期的辽朝開始出現凌遲，元代凌迟120刀為限。至明清時達至頂峰，用刑廣泛。此刑罰主要針對叛乱和谋反者，如明成祖朱棣將靖难之变中幫助建文帝朱允炆的大臣處凌遲之刑。明武宗時，宦官劉瑾以叛乱被施以此刑，據說割了三天三夜。
由於凌遲過於殘酷，中国歷代以來均有不少人主張廢除，包括南宋時的詩人陸游等人。清朝同治年間，公元1866年2月23日，英國駐華使館參贊威妥瑪专门就废除凌迟一事向总理衙门递呈说帖，希望清廷废除凌迟。清政府考虑到国际观瞻和洋人的脸面，最终和威妥玛达成协议：凡洋人交出的中国人犯，不论何罪，都不使用凌迟，对中国抓捕的人犯则照常。1905年，法律修订大臣伍廷芳与刑部侍郎沈家本上书建议，清政府才正式将凌迟同枭首、戮尸等酷刑一同废除。最后一次凌迟处死发生在1907年。

## 歷史

### 起源
凌遲一詞最早见于《荀子·宥坐篇》：“百仞之山，任负车登焉，何则？陵迟故。”本義為「丘陵之山勢漸緩」，引申其義至行罰上，即為「殺人者欲其死之徐而不速也」。
在古代中國的酷刑當中，有把人殺死後剁成肉醬的，稱為「醢」。根據目前現存的文字記載，嘗受此刑的一例為孔子的弟子子路，還有秦末漢初的彭越。但凌遲與春秋時期的「醢」處決屍體不同，因是以活人執行。
雖然凌遲殺人手段在秦漢時即已出現，但未入正式法典，只是「家法」中的私刑。如漢代呂后時，以私刑虐殺戚夫人，曰「人彘」，乃斷其手足、挖去雙眼、熏聾雙耳、灌藥致啞，然後棄之自滅的酷刑。北魏法律，处置谋反大逆的极刑是车裂。在隋唐時期刑法基本立法原則是「慎刑」、「少殺」，到了唐代，律書內的官定死刑，最重者仅仅是斬首，且復議三次。

### 法制化
凌迟入法律从五代开始。目前能查到的最早含「凌遲」的刑法條款，出現於「遼律」中。
《文獻通考》說：宋仁宗以前凌迟未尝轻用，宋代中後期始用凌遲，《庆元条法事类》首度載入此刑，《宋史·刑法志》：“凌遲者，先斷其肢體，乃抉其吭，當時之極法也。”宋太祖乾德元年（963年），有汪端“数千人聚山泽为盗”，被俘后“磔汪端于郎州”。淳化5年（994年），又“磔李顺党八人于凤翔市”。熙宁8年（1075年），沂州百姓朱唐告發越州余姚县主簿谋反，此事牵连了秀州团练使趙世居和医官刘育等，最後李逢、刘育和河中府观察推官徐革都被凌迟处死。南宋詩人陸游曾經請求廢除凌遲，《请除凌迟刑》云：“肌肉已盡，而氣息未絕，肝心聯絡，而視明尤存。感傷致和，虧損仁政，實非聖世所宜遵”，但未被朝廷接受。
元代以後，凌遲正式成為官定刑罰，與斬首、絞刑同列法典。关汉卿《窦娥冤》第四折：“张驴儿毒杀亲爷，奸占寡妇，合拟凌迟。押付市曹中，钉上木驴，剐120刀处死。”
明初朱元璋将凌遲列入《大誥》，范围相当广。《大明律》取消了大誥对凌迟的滥用，但依然明文規定對謀反大逆、杀父母、乱伦、连环杀人等重罪犯用凌遲處死，且凌迟残酷度等级不同，以謀反大逆为最重一级。《大明律·刑律》：“谋反大逆：凡谋反，谓谋危社稷；大逆，谓谋毁宗庙、山陵及宫阙。但共谋者，不分首从，皆凌迟处死。”嘉靖21年（1542）的壬寅宮變中，有宫女杨金英等人谋害明世宗未遂，事发被捕，杨金英、杨莲香等16名宫女并曹端妃、王宁嫔两个妃子被寸磔于市，为皇家成员正式判处凌迟的仅有案例（以惯例皇族成员死罪不过赐死）。万历34年（1606年），刘天叙等谋反，兵败被擒，有7人被磔死。
清朝同治2年（1863年）六月二十五日，太平天國領袖翼王石达开兵敗大渡河，最終被清軍凌迟處死，被割一百多刀，始终默然无声。四川布政使刘蓉说他“枭桀坚强之气溢于颜面，而词句不亢不卑，不作摇尾乞怜语……临刑之际，神色怡然，实丑类之最悍者。”其同黨林鳳祥受刑时，“刀所及处，眼光犹直视之，终未尝出一声”。
同治5年（1866年），英國駐華支使使館參贊威妥瑪向中國總理各國事務衙門提出建議停止凌遲，結果朝中只允許對由洋人交付的犯人免用凌遲。直至1905年（光緒31年），沈家本主持《大清现行律例》修訂，凌遲方才連同戮屍、梟首等酷刑“永远删除，具改斩决”。
雖然凌遲在1905年被正式廢除，但可考的最後一次官方執行的凌遲處死為清末光復會成員徐錫麟，光緒33年五月廿六（1907年7月6日），他在刺殺安徽巡撫恩銘後被捕，審判後被凌遲處死，睪丸被砸碎，遭剖腹挖心，心肝被士兵所吃，當時稱「吃烈士」。

### 漢字文化圈其他地區的凌遲
越南也有凌遲之刑，其執行方法與中國類似。阮朝凌遲主要用於處決大逆不道之人以及傳教士、基督徒等。
朝鮮半島在高麗恭愍王時代第一次出現這種刑罰。然而韓國人認為該刑法過於殘忍，雖然在法典中存在該刑罰，但從未真正地對犯人進行凌遲，事實上以車裂犯人的屍體來取代之。根據1395年（朝鮮太祖三年）寫的《大明律直解》中，朝鮮人將「凌遲處死」注釋為「車裂處死」，即將執行車裂視同執行凌遲。在朝鮮王朝時代，處以凌遲的犯人先被斬首，之後被四匹向不同方向奔跑的牛馬撕裂屍體（四牛分屍）；也有斬首後使用類似凌遲的方法毀損其屍體的案例。在《朝鮮王朝實錄》中提到的凌遲處死多為上述情況。光武改革後，此刑法被完全禁止。

## 施行方法
與其他死刑一樣，部份犯人會在被送往刑場前，先遊街示眾。到了刑場，會把犯人捆绑在刑场上，通常是一條柱子上。與其他古代死刑酷刑一樣，大部份的凌遲行刑容許百姓圍觀，有時甚至可以站得非常接近受刑者。有部份百姓更以看人受凌遲為樂。
部份受刑者，不論男性或女性會被脫下全身衣服，讓其全身，包括性器官暴露於群眾目前。只有小部份受刑者可以保留一些衣物掩蓋重要部位。這做法的其中一個目的，是對受刑者的一種凌辱。
行刑時，施刑者多以漁網網住受刑者，再順著魚網輪廓，以小刀把受刑者身上的皮肉逐塊割下。受刑的刀數不是一个固定的數目，因受刑者而异也因朝代而异。宋朝時割八刀至一百二十刀。割之前會先打斷犯人四肢，防止其反抗，之後再割咽喉，防止其痛苦吼叫。
到了明朝時往往超過千刀，甚至達三千刀之說(元代上限120刀)。王明德说：“凌迟者，其法乃寸而磔之，必至体无余脔，然后为之割其势，女则幽其闭，出其脏腑，以毕其命，支分节解，菹其骨而后已。”，“千刀万剐”至此名实相符。邓之诚《骨董续记》卷二“寸磔”条有云：“世俗言明代寸磔之刑，刘瑾四千二百刀，郑鄤三千六百刀。李慈铭日记亦言之。”但据记载刘瑾实际上共被割了三千多刀，本计划3357刀分三日割完，第一天357刀，割10刀休息一下，待刘瑾甦醒后再割，但割到第二天刘瑾已一命呜呼。
倘若割多或割少了刀數、或者死囚的斷氣時間不當，劊子手都可能會受罰。理論上凌遲要割至最後一刀時，犯人剛好斷氣；但亦有傳說家屬有時可以買通劊子手，一刀就把心脏刺破，提早結束犯人的生命以減少痛楚。下刀次序亦有一定的限制：若果是女性犯人，先從乳頭開始，再把雙乳割下，然後才割胸肌，接著割生殖器；如果是男性犯人，割完胸肌，會接著割生殖器；然後輪到大腿、雙臂、腹肌、臀部。最後割耳、鼻、眼、唇。下刀的時候助手負責報告刀數，割下來的皮肉，放在桌上排列出來等待驗查；但亦有丟到地上，甚至是賣給旁觀的群眾。明武宗的宦官劉瑾，受刑後割下的皮肉，便被以一文錢的價錢賣給圍觀的民眾。到了清末，殘肢會被放進一個籃內示眾。有時凌遲以後會再以利刃梟首，用巨斧剉屍。
後期，部份受刑者會先被施以鴉片，以保受刑者的清醒，延長其痛苦。清末則有「八刀刑」之方法，下面所提及的符珠哩的受刑便屬這方法。這個方法的所有動作均由左邊部位開始，之後才割右邊相應部位。首先先割胸口，之後割肱二頭肌，接下來則是大腿，再之後是割手臂至手肘，之後則是割小腿，最後一刀是梟首。頭顱會被吊起，和放在籃內的殘肢一起示眾。

## 部分受刑者
歷代以來，均有不少凌遲紀錄，唯部份因年代久遠，資料不全，至清末的其中三次凌遲，被列強駐北京的軍隊拍下，才有較明顯的紀錄。以下列出較為可考的凌遲個案。
明朝
- 方孝孺：建文帝仰賴的翰林院文學博士，拒為明成祖寫即位詔書，於1402年南京聚寶門外，目睹親屬、門生家眷慘遭族誅，強忍悲痛就磔。
- 曹吉祥：明英宗手下重要的太监，因率军谋反，1461年被磔于市。
- 劉瑾：明武宗時代重要的宦官，因擅权，正德五年（1510年）被處刑。傳聞磔刑凌遲三日，割三千三百刀。據說第一天的行刑後，劉瑾回到監獄，還吃了白粥。整個行刑過程後，燕京圍觀百姓，特別是受過劉瑾迫害的人及其家屬，以一錢爭奪其肉，下酒生食之，以洩其憤。
- 郑旺：明中期北京贫民，因声称新皇帝明武宗并非皇太后之子而是他的亲外孙，1506年凌迟处死。
- 壬寅宮變中，涉案的杨金英、黃玉蓮等十六名宮女及王寧嬪、曹端妃等兩位妃嬪等，共計十八人，因谋杀明世宗未遂，皆於1542年凌迟处死。
- 桑沖：於明憲宗時凌遲處死，原因是強姦182名婦女。
- 王杲：明末建州豪强，曾受封为建州右都指挥使。因屡犯明边，于1575年被凌迟处死于北京。
- 鄭鄤：崇禎年間庶吉士，被告以“杖母、奸妹、奸媳”之罪，1636年凌迟处死。
- 袁崇煥：崇禎年間知名将领，因崇祯皇帝怀疑其谋反，以“通虏谋叛”被凌迟处死，據說當時京中百姓爭啖其肉。

清朝
- 曾静、张熙：勸川陝總督岳鍾琪造反而被捕，引發呂留良案。雍正帝並未處死曾靜，但乾隆帝即位後不顾父训立刻判決曾张二人凌遲处死。
- 耿精忠：因康熙帝撤藩，與吳三桂等人發動三藩之亂，失败而被凌迟处死。
- 何洛會：因早年曾誣告豪格，與其兄胡錫一同被凌遲處死。
- 胡錫：因早年曾誣告豪格，與其弟何洛會一同被凌遲處死。
- 朱一貴：康熙年间臺灣鳳山縣鴨農，不滿台灣知府王珍縱容其子橫徵暴斂而自稱明太祖後裔發動反清復明，事敗後被押至北京凌遲處死。
- 額爾登額：清緬戰爭期間畏敵遷延不前，致使明瑞戰死，乾隆皇帝聽聞明瑞大敗、身亡訊息，震怒憤恨無比，將額爾登額逮捕進京凌遲處死。
- 陈德：嘉庆帝时期北京一名失业厨师，因在紫禁城門外谋杀皇帝未遂，1803年凌迟处死。
- 张良璧：嘉庆帝时期浙江一名恋童癖者，被捕时已70岁，因曾奸淫幼女十六人并导致其中十一人死亡，1811年凌迟处死。
- 潘兆祥：道光5年6月24日，邱縣民（潘兆祥）謀毒伊（他）父潘朋周，（潘朋周）身死，（地方官上报是否）將潘兆祥凌遲處死。恭請王命將該犯綁赴市曹凌遲處死梟示。
- 李尚發：道光25年5月，直隸豐潤縣民人，因瘋病復發用菜刀將伊母李孟氏砍傷身死實屬罪大惡極，應如該督所奏按律擬凌遲處死傳首梟示，鄰佑人趙瑞符鄭居仁王如等不即阻擋杖一百折責發落。
- 石達開：太平天國最富戰功之將領，封翼王，領兵被困大渡河，誤以為降清能救全軍。與所屬同被凌遲，軍亦被殺。所屬不勝痛楚慘呼，石達開斥之：「何遂不能忍此須臾？當念我辈得彼，亦正如此可耳。」至死寂無聲。
- 陳玉成：太平天國少年名將，封英王。1862年被軍閥苗沛霖誘捕，後被綁送清軍凌遲處死，處決時年僅26歲。
- 洪天貴福：太平天國天王洪秀全之子，父親死後登基繼位成為幼天王，及後為清朝大臣沈葆禎所俘虜，被清廷以斬草除根為目的而被判凌迟处死（處決時年僅14歲，是目前已知人類歷史上最年輕之受刑者）。
- 林鳳祥：太平天國將領，1855年3月被押解至北京菜市口法場凌遲，據聞過程並留下影像記錄。
- 古穆·巴力克（Kumud Pazik）：台灣花蓮撒奇萊雅族大頭目，聯合噶瑪蘭族反抗清朝開山撫番，敗後於1878年農曆9月9日遭公開凌遲，以對各部落殺雞儆猴。詳見加禮宛事件。
- 康小八：人称康八爷，抢劫杀人无数的恶匪，成事全靠他心狠手辣和一把从洋人处偷来的手枪，大闹京師，惊动慈禧太后，终被正法。
- 王維勤：1904年10月被處決，河北抚宁县舉人，在村內有一定地位。疑因和村內李氏一家發生衝突，被指策劃殺害了該家族十二人，因為是主謀因此被判凌遲處死。其子及其他同黨也被判以斬首。[19]疑因地位而享有特權，乘車到行刑現場（通常是被押解步行往刑場的）。行刑相關照片被法國士兵拍下並傳到國外，相信是第一次有凌遲照片流傳到國外。[20][21]
- 名字不明，疑為一名殺害母親的年輕人。1905年1月行刑。照片被拍下來並傳到海外（主要是法國）。此案曾被誤認為符珠哩案。更有心理學家研究相關圖片，研究受刑者的行刑時的心理狀態。[22]
- 富珠哩：清末一名奴隸。因謀反（殺害一名自己侍奉的蒙古王子）於1905年4月10日被處刑，「凌遲」於兩星期後被廢除。[23][12]亦是少有有人拍下整個凌遲過程，而且較為清楚的一次[24]。
- 徐錫麟：清末光復會成員，1907年7月6日被凌遲處死。
- 林爽文：乾隆年間天地會領袖，率領部眾反抗，後被以凌遲處死，年32。

## 外部連結
- Jerome Bourgon, Supplices chinois, Bruxelles: La maison d'à côté关于最后的凌遲处死情况，述说，原因等的一本书
- "Death by a Thousand Cuts", Harvard University Press（页面存档备份，存于）
- Bourgon, Jérôme. "Abolishing 'Cruel Punishments': A Reappraisal of the Chinese Roots and Long-Term Efficiency of the in Legal Reforms." Modern Asian Studies 37, no. 4（2003）:851-62.